# Dammwache
Eine Dammwache ist eine Schutzmaßnahme der Feuerwehr, um bei Flutereignissen die Stabilität von Dämmen bzw. Deichen zu gewährleisten.

## Ablauf
Sie wird 24 Stunden am Tag durchgeführt, wobei oft mehrere Schichten gefahren werden. Pegelstände werden durch die Dammwache an die Einsatzleitung mitgeteilt. Gegebenenfalls müssen die Deichkronen verstärkt und undichte Stellen wie Sickerlinien, Setzungen bzw. Grundbrüche mit Sandsäcken abgedichtet werden. Es kann auch notwendig werden, spezielle Schieber bzw. Polder oder Siele zu öffnen, um gezielt Wasser in vorbereitete Überschwemmungsgebiete abzulassen, um die Scheitelwelle zu erniedrigen.

## Hintergrund
Die Dammwache muss dafür Sorge tragen, dass die zu befestigenden Verbauungen entlang der Flüsse und Kanäle durch zusätzliche Erhöhungen der Deich- bzw. Dammkronen gegen einströmendes Wasser in Wohngebiete bzw. Industriegebiete zu verhindern.